# Collegio plurinominale Puglia - 01 (Camera dei deputati 2017)
Il collegio elettorale plurinominale Puglia - 01 è stato un collegio elettorale plurinominale della Repubblica Italiana per l'elezione della Camera tra il 2017 ed il 2022.

## Territorio
Come previsto dalla legge elettorale italiana del 2017, il collegio era stato definito tramite decreto legislativo all'interno della circoscrizione Puglia.
Il collegio comprendeva la zona definita dai quattro collegi uninominali Puglia - 01 (Bari), Puglia - 02 (Bari), Puglia - 03 (Molfetta) e Puglia - 05 (Altamura).

## Dati elettorali

### XVIII legislatura
Come previsto dalla legge elettorale, 386 deputati erano eletti in 63 collegi plurinominali con ripartizione proporzionale a livello nazionale tra le coalizioni e le singole liste che avessero superato la soglia di sbarramento stabilita.
Nel collegio venivano eletti 9 deputati.
| Liste          | Liste                               | Proporzionale | Proporzionale | Proporzionale | Maggioritario | Maggioritario | Maggioritario |  |
| Liste          | Liste                               | Voti          | %             | Seggi         | Voti          | %             | Seggi         |  |
| -------------- | ----------------------------------- | ------------- | ------------- | ------------- | ------------- | ------------- | ------------- |  |
|                | Movimento 5 Stelle                  | 262 448       | 46,74         | 3             | 262 448       | 46,74         | 4             |  |
|                | Forza Italia                        | 102 036       | 18,17         | 1             | 165 617       | 29,50         | –             |  |
|                | Lega                                | 28 656        | 5,10          | –             | 165 617       | 29,50         | –             |  |
|                | Fratelli d'Italia                   | 21 394        | 3,81          | –             | 165 617       | 29,50         | –             |  |
|                | Noi con l'Italia – UDC              | 13 531        | 2,41          | –             | 165 617       | 29,50         | –             |  |
|                | Partito Democratico                 | 77 338        | 13,77         | 1             | 91 455        | 16,29         | –             |  |
|                | +Europa                             | 8 414         | 1,50          | –             | 91 455        | 16,29         | –             |  |
|                | Italia Europa Insieme               | 3 528         | 0,63          | –             | 91 455        | 16,29         | –             |  |
|                | Civica Popolare                     | 2 175         | 0,39          | –             | 91 455        | 16,29         | –             |  |
|                | Liberi e Uguali                     | 25 163        | 4,48          | –             | 25 163        | 4,48          | –             |  |
|                | Potere al Popolo!                   | 5 945         | 1,06          | –             | 5 945         | 1,06          | –             |  |
|                | CasaPound                           | 4 009         | 0,71          | –             | 4 009         | 0,71          | –             |  |
|                | Il Popolo della Famiglia            | 3 541         | 0,63          | –             | 3 541         | 0,63          | –             |  |
|                | Partito Comunista                   | 1 718         | 0,31          | –             | 1 718         | 0,31          | –             |  |
|                | 10 Volte Meglio                     | 942           | 0,17          | –             | 942           | 0,17          | –             |  |
|                | Partito Repubblicano Italiano – ALA | 613           | 0,11          | –             | 613           | 0,11          | –             |  |
| Totale         | Totale                              | 561 451       | 100           | 5             | 561 451       | 100           | 4             |  |
|                |                                     |               |               |               |               |               |               |  |
| Schede bianche | Schede bianche                      | 4 166         | 0,72          |               |               |               |               |  |
| Schede nulle   | Schede nulle                        | 12 542        | 2,17          |               |               |               |               |  |
| Votanti        | Votanti                             | 578 159       | 69,47         |               |               |               |               |  |
| Elettori       | Elettori                            | 832 222       |               |               |               |               |               |  |

## Eletti

### Eletti nei collegi uninominali
| Collegio uninominale                       | Eletto | Eletto                  | Partito |
| ------------------------------------------ | ------ | ----------------------- | ------- |
| 1. Bari-Libertà-Marconi-San Girolamo-Fesca |        | Paolo Lattanzio         | M5S     |
| 2. Bari-Bitonto                            |        | Francesca Anna Ruggiero | M5S     |
| 3. Molfetta                                |        | Francesca Galizia       | M5S     |
| 5. Altamura                                |        | Nunzio Angiola          | M5S     |

1. ↑  In data 07.08.2020 aderisce al gruppo misto, non iscritti; in data 10.12.2020 al gruppo Partito Democratico.
2. ↑  In data 03.01.2020 aderisce al gruppo misto, non iscritti; in data 26.11.2020 alla componente «Azione-+Europa-Radicali Italiani».

### Eletti nella quota proporzionale
| Movimento 5 Stelle                            | Forza Italia          | Partito Democratico |
| --------------------------------------------- | --------------------- | ------------------- |
|                                               |                       |                     |
| Giuseppe Brescia Angela Masi Davide Galantino | Francesco Paolo Sisto | Marco Lacarra       |

1. ↑  In data 10.07.2019 aderisce al gruppo misto, non iscritti; in data 08.10.2019 a Fratelli d'Italia.